# Vuia Beg
Vuia Beg, auch Vuia Beag, schottisch-gälisch Fuaigh Beag, ist eine schottische Insel der Äußeren Hebriden. Sie liegt in der gleichnamigen Council Area und war historisch Teil der traditionellen Grafschaft Ross-shire beziehungsweise der Verwaltungsgrafschaft Ross and Cromarty.

## Geographie
Vuia Beg liegt in der Bucht Loch Roag vor der Westküste der Insel Lewis. Nahe dem Kopf der Bucht an der Einfahrt in die Nebenbucht Loch an Stroim gelegen, ist Vuia Beg nur durch 500 Meter beziehungsweise 700 Meter weite Wasserstraßen im Süden beziehungsweise Nordwesten von der Küste Lewis’ getrennt. Zu den umgebenden Inseln zählen die größere Schwesterinsel Vuia Mor im Nordosten und Flodaigh im Westen. Die Abstände zu ihnen betragen mindestens 690 Meter beziehungsweise 1,2 Kilometer. Auf Lewis liegt die Ortschaft Carishader in zwei Kilometern Entfernung.
Die Insel weist eine maximale Länge von 770 Metern bei einer Breite von 500 Metern auf. Hieraus ergibt sich eine Fläche von 35 Hektar. Ihre höchste Erhebung ragt 70 Meter über den Meeresspiegel auf.

## Geschichte
Die heute unbewohnte Insel war einst besiedelt. Hiervon zeugen die Überreste ehemaliger Behausungen insbesondere im Südteil der Insel. sowie Spuren von Landwirtschaft.
An der Westseite der Insel wird eine prähistorische Siedlung vermutet. Ein Cairn datiert auf die Bronzezeit. Einem weiteren Cairn wird ebenfalls ein hohes Alter zugesprochen, während ein weiterer Cairn auf die Zeit der Besiedlung durch Wikinger datiert wird.